# گراهام ویگراس
گراهام ویگراس (انگلیسی: Graham Vigrass؛ زادهٔ ۱۷ ژوئن ۱۹۸۹) بازیکن والیبال اهل کانادا است.
از باشگاه‌هایی که در آن بازی کرده‌است می‌توان به آرکاس اسپور و ستاره ساحلی اشاره کرد. وی به عنوان بهترین مدافع میانی لیگ جهانی ۲۰۱۷ برگزیده شد.